# Liberté (poème)
Pour les articles homonymes, voir Liberté (homonymie).
Liberté est un poème que l'auteur français Paul Éluard a écrit en 1942 pendant la Seconde Guerre mondiale, comme une ode à la liberté face à l'occupation allemande. Il s'agit d'une longue énumération de tous les lieux, réels ou imaginaires, sur lesquels le narrateur écrit le mot « liberté ».

## Poème
Sur mes cahiers d’écolier

Sur mon pupitre et les arbres

Sur le sable sur la neige

J’écris ton nom

Sur toutes les pages lues

Sur toutes les pages blanches

Pierre sang papier ou cendre

J’écris ton nom

Sur les images dorées

Sur les armes des guerriers

Sur la couronne des rois

J’écris ton nom

Sur la jungle et le désert

Sur les nids sur les genêts

Sur l’écho de mon enfance

J’écris ton nom

Sur les merveilles des nuits

Sur le pain blanc des journées

Sur les saisons fiancées

J’écris ton nom

Sur tous mes chiffons d’azur

Sur l’étang soleil moisi

Sur le lac lune vivante

J’écris ton nom

Sur les champs sur l’horizon

Sur les ailes des oiseaux

Et sur le moulin des ombres

J’écris ton nom

Sur chaque bouffée d’aurore

Sur la mer sur les bateaux

Sur la montagne démente

J’écris ton nom

Sur la mousse des nuages

Sur les sueurs de l’orage

Sur la pluie épaisse et fade

J’écris ton nom

Sur les formes scintillantes

Sur les cloches des couleurs

Sur la vérité physique

J’écris ton nom

Sur les sentiers éveillés

Sur les routes déployées

Sur les places qui débordent

J’écris ton nom

Sur la lampe qui s’allume

Sur la lampe qui s’éteint

Sur mes maisons réunies

J’écris ton nom

Sur le fruit coupé en deux

Du miroir et de ma chambre

Sur mon lit coquille vide

J’écris ton nom

Sur mon chien gourmand et tendre

Sur ses oreilles dressées

Sur sa patte maladroite

J’écris ton nom

Sur le tremplin de ma porte

Sur les objets familiers

Sur le flot du feu béni

J’écris ton nom

Sur toute chair accordée

Sur le front de mes amis

Sur chaque main qui se tend

J’écris ton nom

Sur la vitre des surprises

Sur les lèvres attentives

Bien au-dessus du silence

J’écris ton nom

Sur mes refuges détruits

Sur mes phares écroulés

Sur les murs de mon ennui

J’écris ton nom

Sur l’absence sans désir

Sur la solitude nue

Sur les marches de la mort

J’écris ton nom

Sur la santé revenue

Sur le risque disparu

Sur l’espoir sans souvenir

J’écris ton nom

Et par le pouvoir d’un mot

Je recommence ma vie

Je suis né pour te connaître

Pour te nommer

Liberté.

## Historique
Le titre initial du poème était Une seule pensée. 
« Je pensais révéler pour conclure le nom de la femme que j’aimais, à qui ce poème était destiné. Mais je me suis vite aperçu que le seul mot que j’avais en tête était le mot Liberté. Ainsi, la femme que j’aimais incarnait un désir plus grand qu’elle. Je la confondais avec mon aspiration la plus sublime, et ce mot Liberté n’était lui-même dans tout mon poème que pour éterniser une très simple volonté, très quotidienne, très appliquée, celle de se libérer de l’Occupant », a confié Éluard. Selon Guy Krivopissko, conservateur du musée de Champigny qui a acheté le manuscrit de Paul Eluard en 2002, « le titre initial du poème, Une seule pensée, [a été] barré par Éluard sur le marbre de l'imprimerie, pour être remplacé par celui de Liberté ».
Le poème est publié le 3 avril 1942, sans visa de censure dans le recueil clandestin Poésie et vérité 1942. Il est repris en juin 1942 par la revue Fontaine sous le titre Une seule pensée pour lui permettre une diffusion dans la zone sud. Il est à nouveau repris à Londres par la revue officielle gaulliste La France libre et parachuté la même année à des milliers d'exemplaires par des avions britanniques de la Royal Air Force au-dessus du sol français. Le recueil est réédité en janvier 1943 en Suisse. Liberté est publié à Paris en 1945 par les Éditions GLM. À partir de 1945, Poésie et vérité 1942 est intégré dans Le Rendez-vous allemand, publié par les Éditions de Minuit. La complexe histoire des recueils de Paul Éluard est détaillée par les éditeurs des Œuvres complètes de Paul Éluard en Pléiade, Lucien Scheler et Marcelle Dumas, en particulier : tome 1, 1975, p. 1606-1607. On y trouve également des documents très précis sur la postérité du poème.

## Postérité
- Le poème a été mis en musique par Francis Poulenc dans sa cantate pour double chœur Figure humaine, 1943.
- Jean Lurçat a exécuté des tapisseries à Aubusson sur le thème de Liberté à partir de 1943.
- En 1952, à l'initiative de Pierre Seghers, Fernand Léger illustre le poème Liberté en hommage à Éluard qui vient de mourir. Seghers édite et diffuse un « poème-objet ».
- Le poème est illustré par Fernand Léger en 1953 sur de grands panneaux de contreplaqué. Les quatre fresques sont installées dans la salle des fêtes de l’hôtel de ville d'Ivry-sur-Seine depuis 1983[10].
- Une chanson de Gian Franco Pagliaro (es), Yo te nombro, écrite en 1970, est souvent créditée à Paul Éluard. La structure et le contenu de la chanson rappellent le poème d'Éluard, et elle peut être considérée comme basée sur le poème comme le crédite Nacha Guevara sur sa reprise de la chanson[11].
- En 1977, le chanteur argentin Jairo a mis en musique le poème dans un album du même nom.
- Certains vers du poème sont récités dans le film Mon oncle d'Amérique en 1980.
- Le poème a été mis en musique par le chanteur, intellectuel et ancien député républicain turc Zülfü Livaneli, sous le titre Ey özgürlük ou Özgürlük, en 1984, figurant dans l'album Istanbul Konseri de 1984.
- Une édition du poème illustré par Claude Goiran (collection « Albums du Père Castor », Flammarion) paraît en 1997.
- Le poème, en son entièreté, constitue l'ossature du 4e et dernier mouvement de la Symphonie no 5, pour chœur et orchestre, op. 81, du compositeur Jacques Hétu (2009).
- Une partie du poème est écrite par Fred sur la peau de Laurence dans le film Laurence Anyways en 2012.
- Plusieurs strophes du poème sont citées dans le film de David Cronenberg Maps to the Stars en 2014.
- En 2015, une pièce de 2€ est frappée du deuxième quatrain du poème en commémoration de la Fête de la Fédération.
- En 2015, le poème est mis en chanson par Marc Lavoine pour l'édition 2016 des Enfoirés.
- En 2020, durant l’épidémie de Covid-19, Canal+ utilise le poème dans un spot publicitaire à la fin du confinement.
- Le poème est à nouveau mis en chanson par le groupe pop-folk Les Frangines (duo) le 12 janvier 2024.

## Analyse

### Schéma stylistique
Il est constitué de vingt-et-un quatrains tous formés, à l'exception du dernier, sur une structure identique : les trois premiers vers débutent par l'anaphore « Sur... » suivie d'un complément de lieu, et le dernier vers est un leitmotiv : « J'écris ton nom », en référence à la liberté. La vingt-et-unième strophe se termine par : « Pour te nommer ».
21 quatrains , trois heptasyllabes, un tétrasyllabe, pas de rimes.